# Goioerê (microregio)
Goioerê is een van de 39 microregio's van de Braziliaanse deelstaat Paraná. Zij ligt in de mesoregio Centro Ocidental Paranaense en grenst aan de microregio's Campo Mourão, Cianorte, Umuarama, Toledo, Cascavel en Pitanga. De microregio heeft een oppervlakte van ca. 4.868 km². In 2009 werd het inwoneraantal geschat op 119.536.
Elf gemeenten behoren tot deze microregio:
- Altamira do Paraná
- Boa Esperança
- Campina da Lagoa
- Goioerê
- Janiópolis
- Juranda
- Moreira Sales
- Nova Cantu
- Quarto Centenário
- Rancho Alegre d'Oeste
- Ubiratã

Mesoregio's: Centro Ocidental Paranaense · Centro Oriental Paranaense · Centro-Sul Paranaense · Metropolitana de Curitiba · Noroeste Paranaense · Norte Central Paranaense · Norte Pioneiro Paranaense · Oeste Paranaense · Sudeste Paranaense · Sudoeste Paranaense

Microregio's: Apucarana · Assaí · Astorga · Campo Mourão · Capanema · Cascavel · Cerro Azul · Cianorte · Cornélio Procópio · Curitiba · Faxinal · Floraí · Foz do Iguaçu · Francisco Beltrão · Goioerê · Guarapuava · Ibaiti · Irati · Ivaiporã · Jacarezinho · Jaguariaíva · Lapa · Londrina · Maringá · Palmas · Paranaguá · Paranavaí · Pato Branco · Pitanga · Ponta Grossa · Porecatu · Prudentópolis · Rio Negro · São Mateus do Sul · Telêmaco Borba · Toledo · Umuarama · União da Vitória · Wenceslau Braz